# Coleman Collins
Coleman Collins, né le 22 juillet 1986 à Princeton dans le New Jersey, est un joueur américain de basket-ball. Il mesure 2,06 m.

## Biographie
En juillet 2012, il rejoint Roanne et évolue dans le championnat de Pro A, la première division française.
À la fin de la saison, il quitte Roanne pour Marioupol en Ukraine. En mars 2014, il s'engage avec Al-Manama au Bahreïn pour la fin de saison.
En juillet 2014, il revient en France et signe à Gravelines-Dunkerque pour deux ans.

## Clubs

### Université
- 2003-2007 :  Hokies de Virginia Tech (NCAA 1)

### Professionnel
- 2007-2008 :  EnBW Ludwigsburg (Bundesliga)
- 2008-2009 :  Fort Wayne Mad Ants (NBA Gatorade League)
- 2009-2011 :  Ratiopharm Ulm (Bundesliga)
- 2011-2012 :  HKK Široki (D1 Bosnienne)
- 2012-2013 :  Chorale de Roanne (Jeep Elite)
- 2013-2014 :  Azovmach Marioupol (D1 Ukrainienne)
- 2014 :  Al-Manama (Bahreïn)
- 2014-2015 :  Basket Club Maritime Gravelines Dunkerque Grand Littoral (Jeep Elite)

## Statistiques

### Universitaires
Les statistiques en matchs universitaires de Coleman Collins sont les suivantes :
| Année     | Équipe                  | Matches | Titul. | Min./m. | %tir | %3pts | %l-f | rbds/m. | pass/m. | int/m. | ctr/m. | pts/m. |
| --------- | ----------------------- | ------- | ------ | ------- | ---- | ----- | ---- | ------- | ------- | ------ | ------ | ------ |
| 2003-2004 | Hokies de Virginia Tech | 22      | 15     | 23,7    | 47,3 | 44,4  | 50,0 | 2,27    | 0,45    | 0,55   | 0,50   | 8,68   |
| 2004-2005 | Hokies de Virginia Tech | 28      | 24     | 29,8    | 45,2 | 33,3  | 65,7 | 6,96    | 0,82    | 0,57   | 0,89   | 11,36  |
| 2005-2006 | Hokies de Virginia Tech | 26      | 23     | 32,4    | 51,1 | 0,00  | 67,2 | 6,04    | 0,50    | 0,50   | 1,12   | 14,54  |
| 2006-2007 | Hokies de Virginia Tech | 33      | 27     | 24,3    | 50,3 | 0,00  | 65,1 | 3,21    | 0,79    | 0,48   | 1,09   | 7,79   |
| Total     |                         | 109     | 89     | 27,5    | 48,5 | 35,3  | 63,9 | 4,66    | 0,66    | 0,52   | 0,93   | 10,50  |

## Palmarès
- Champion de Bosnie-Herzégovine 2012
- Vainqueur de la coupe de Bosnie-Herzégovine 2012